# Landsorts fågelstation

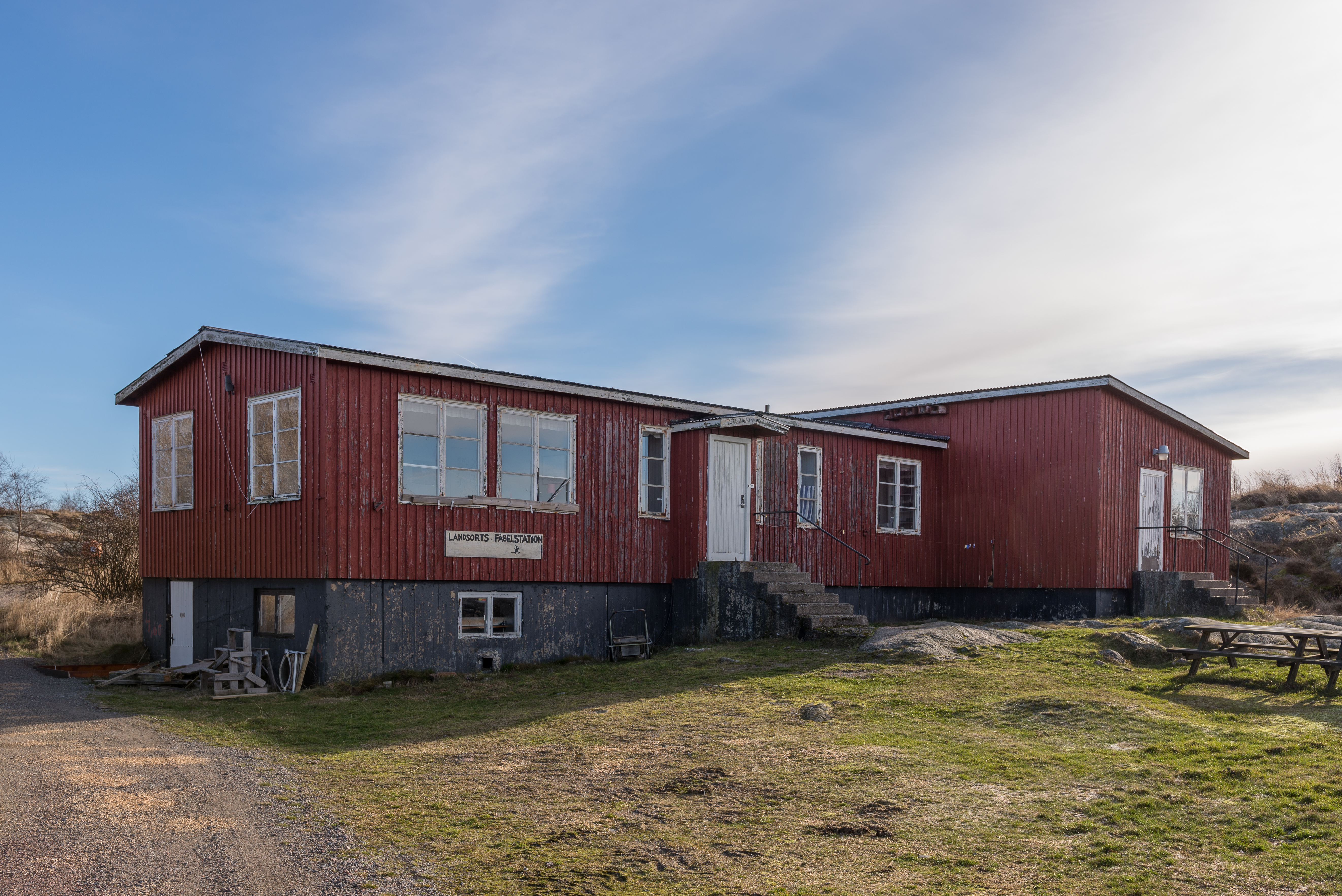
Landsorts fågelstation i februari 2014.

Landsorts fågelstation är en fågelstation belägen på ön Landsort (Öja) i Stockholms södra skärgård, Sverige. Fågelstationen drivs som en ideell förening och bedriver räkning, ringmärkning och annan forskning om fåglar. Redan 1977 startade man med ringmärkning på Landsort, men föreningen bildades inte förrän 1988 vilket räknas som grundandet av fågelstationen. Omkring 9 000 fåglar ringmärks varje år på Landsort, vilket gör fågelstationen till den tredje största i Sverige efter Ottenby och Falsterbo räknat i antal ringmärkta fåglar. Under ett typiskt år ses omkring 225 olika arter på Landsort av vilka ett fåtal brukar vara ovanligare östliga arter med huvudsakligt utbredningsområde i Ryssland, till exempel taigasångare och kungsfågelsångare.

## Bildgalleri

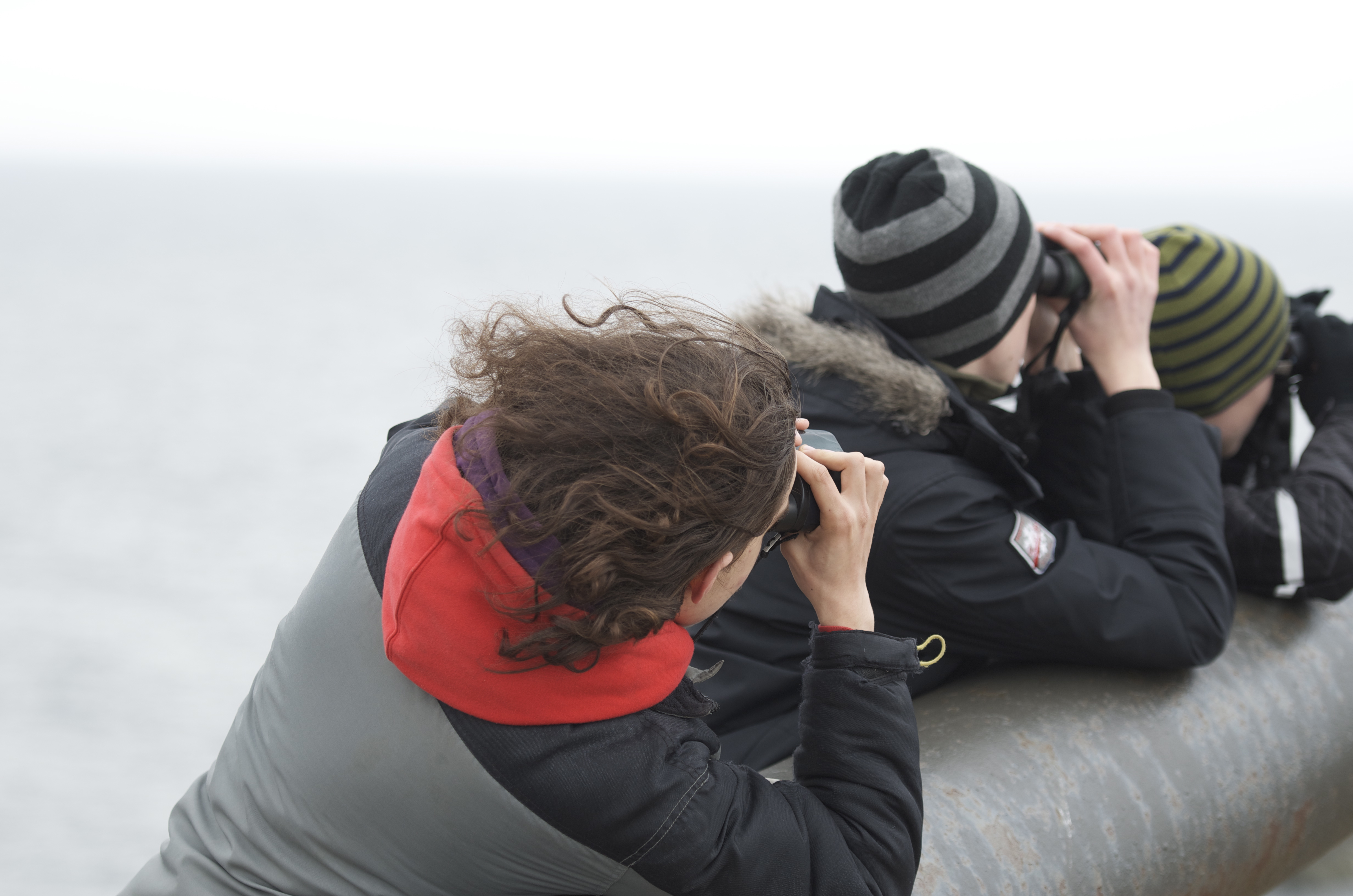
Fågelskådare från stationen.
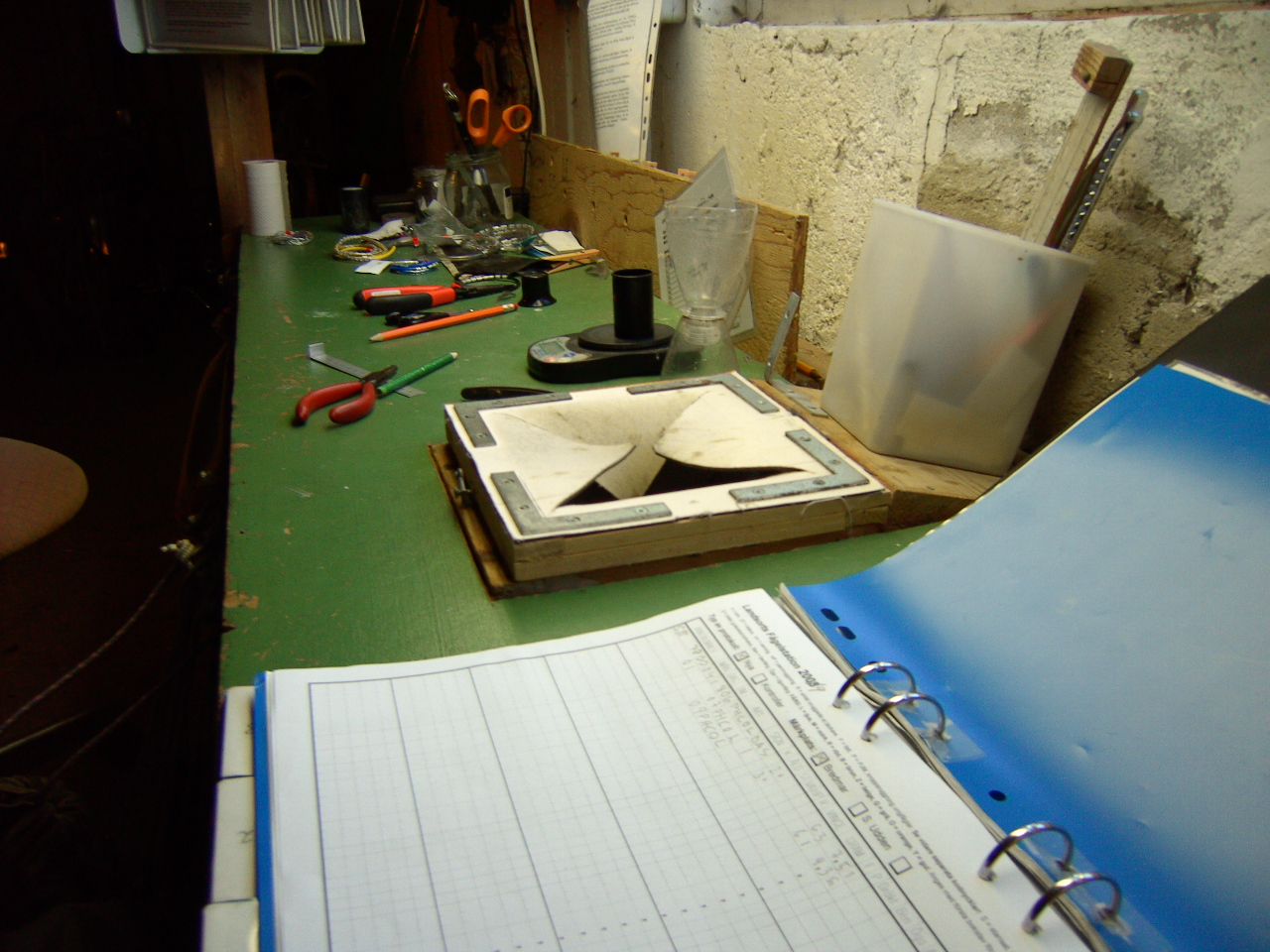
Platsen där ringmärkningen bedrivs i fågelstationens källare.
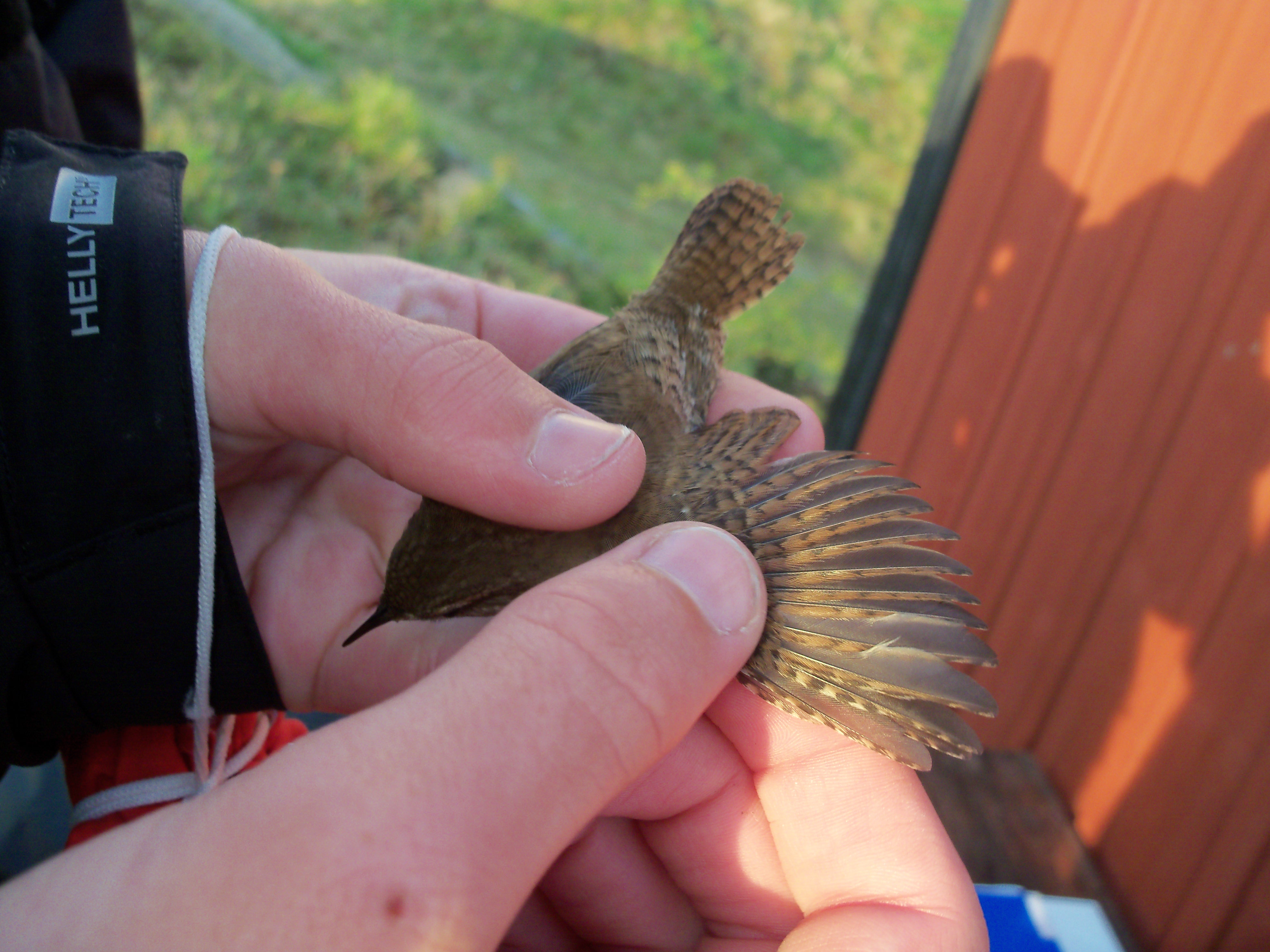
Ringmärkning av en gärdsmyg.